# Nintendo DSi
Der Nintendo DSi ist eine Handheld-Konsole des japanischen Konsolenherstellers Nintendo und nach dem Nintendo DS Lite die zweite Revision des Nintendo DS. Spiele für den DS bzw. DS Lite sind mit dem DSi kompatibel, die Abwärtskompatibilität mit Game-Boy-Advance-Spielen entfiel aufgrund des fehlenden Slots für Game-Boy-Advance-Spiele. Anders als beim DS bzw. DS Lite ist es nun auch möglich, sich Spiele aus dem sogenannten DSi Shop herunterzuladen. Der Nintendo DSi erhielt somit auch exklusive Spiele, die nur auf ihm spielbar waren.
Das Gehäuse des DSi ähnelt dem des DS Lite: Es ist nur etwas leichter und flacher, gleichzeitig aber auch etwas länger und breiter. Die Bildschirme des Nintendo DSi wurden heller und in der Fläche um 17 % vergrößert. Zusätzlich wurden sowohl die maximale Lautstärke als auch die Soundqualität durch einen neuen Codec-Chip erhöht. Der alte Schieberegler, der zum Regeln der Lautstärke diente, wurde durch zwei Lauter/Leiser-Tasten ersetzt. Außerdem unterstützt der DSi die Verschlüsselungsstandards WEP, WPA und WPA2 in DSi-Spielen bzw. -Programmen. In normalen DS-Spielen ist jedoch nur WEP verfügbar, da sich der DSi dann in einem Kompatibilitätsmodus befindet.

## Neuerungen

### Kameras
Der DSi verfügt über zwei integrierte 0,3 Megapixel-VGA-Kameras. Die Bilder können entweder im 256 MB großen Systemspeicher oder auf einer separat erhältlichen SD-Card mit bis zu 32 GB Speicherplatz gespeichert werden. Ab Firmware 1.4 ist es außerdem möglich, mit der Kamera gemachte Bilder auf Facebook hochzuladen, sofern man dort angemeldet ist. Diese Funktion wurde inzwischen jedoch eingestellt. Auch lassen sich ausgewählte Fotos im Startmenü anzeigen.

### DSi Shop
Der DSi Shop ermöglichte es Spielern, sich gegen Nintendo Points Spiele auf den DSi zu laden. Diese wurden dann im Startmenü ähnlich wie bei der Wii angezeigt und konnten von dort aus gestartet werden. Die angebotenen Spiele wurden dabei in vier unterschiedliche Klassen eingeteilt: So gab es neben Spielen für 2 Euro (200 Points) und 5 Euro (500 Points) auch kostenlose und Premium-Spiele, die sich im Preis unterschieden.
Am 31. März 2016 gab Nintendo bekannt, den Nintendo DSi Shop im Jahr 2017 nach acht Betriebsjahren zu schließen. Die Möglichkeit, DSi Points einzulösen, bestand bis zum 30. September 2016. Seit Freitag, dem 31. März 2017 um 23:59 Uhr, können keine Käufe mehr über den DSi Shop getätigt werden. Sämtliche uneingelösten Punkte verfielen am 31. März 2017. Die Möglichkeit des erneuten Herunterladens von Nintendo DSiWare besteht nicht mehr.

### Nintendo Points
Wenn man im DSi Shop Software erwerben wollte, benötigte man dazu sogenannte Nintendo Points. Diese konnte man in Fachgeschäften als eine Nintendo Points-Card kaufen. Alternativ konnte man Nintendo Points auch per Kreditkarte über den DSi Shop kaufen.
Nintendo Points Cards gab es in den folgenden Preisklassen:
- 1000 Nintendo-Points (Kosten: 10 Euro)
- 2000 Nintendo-Points (Kosten: 20 Euro)
- 5000 Nintendo-Points (Kosten: 50 Euro)

## Nutzbare Software

### Nintendo DSi Kamera
Der Nintendo DSi Kamera ermöglicht es dem Benutzer, seine zuvor geschossenen Bilder mit folgenden Filtern zu bearbeiten:
- Zerrbild (das Bild kann beliebig verzerrt werden)
- Graffiti (es stehen verschiedene Stifte und Stempel zur Verfügung, mit denen man auf dem Bild malen kann)
- Kolorierung (bestimmte Bereiche können eingefärbt werden)
- Palette (die Farbe von bestimmten Bereichen kann geändert werden)
- Kaleidoskop (ein Kaleidoskop-Effekt)
- Maskerade (fügt mittels Gesichtserkennung verschiedene Gegenstände (wie z. B. eine Brille, einen Bart...) hinzu.)
- Mimik (die Mimik eines Gesichtes wird mithilfe dessen Erkennung beeinflusst)
- Morphing (man kann zwei Gesichter miteinander "verschmelzen" lassen)
- Vergleich (Vergleicht zwei Gesichter und gibt dann mögliche Werte aus (wie z. B. Verwandte, Fremde...))

### Nintendo DSi-Browser
Der DSi verfügt über einen Browser, mit dem man über Wi-Fi im Internet surfen kann. Dieser basiert auf dem Opera-Browser Version 9.50 und ist kostenlos im Nintendo DSi Shop erhältlich. Allerdings können auf Seiten, die ein Flash-Plug-in benötigen (z. B. YouTube), die Inhalte nicht richtig angezeigt werden, da dieses Plug-in fehlt.
Die Auflösung des DSi beträgt zwar 256 × 192 Pixel, trotzdem können auf beiden Bildschirmen nur maximal 240 × 176 Pixel für die Darstellung einer Webseite genutzt werden, da die Navigations- und Statusleisten des Browsers einen Teil des Platzes nutzen.
| Funktion             | Unterstützung |
| -------------------- | ------------- |
| Audio                | nein          |
| Canvas               | teils         |
| CSS2                 | ja            |
| CSS3                 | teils         |
| DOM                  | ja            |
| DOM2                 | ja            |
| JavaScript           | ja            |
| Download einer Datei | nein          |
| Upload einer Datei   | nein          |
| Adobe Flash          | nein          |
| HTML5                | teils         |
| Plug-ins             | nein          |
| SVG                  | nein          |
| Video                | nein          |
| XHTML                | ja            |
| XMLHttpRequest       | ja            |
| Bildanzeige          | teils         |

### Nintendo DSi Sound
Mit dem Nintendo DSi Sound kann man über das eingebaute Mikrofon Töne aufnehmen und auf der SD-Karte im AAC-Format (M4A) gespeicherte Musik anhören. Gespeichertes Audiomaterial kann mit voreingestellten Filtern behandelt und auch das Tempo bzw. die Tonhöhe verändert werden.

### Firmware
Der Nintendo DSi ist die erste Konsole aus der Nintendo-DS-Reihe, welche die Funktion eines Firmwareupdates der Systemsoftware bietet. Diese Updates ermöglichten beim DSi und DSi XL mehrere Optimierungen und Ergänzungen, u. a. die Funktion, Bilder auf Facebook hochzuladen, eine verbesserte Gesichtserkennung und eine Aktualisierung der Kennzeichnungen der Unterhaltungssoftware Selbstkontrolle (USK).

## Nintendo DSi XL

Logo des Nintendo DSi XL

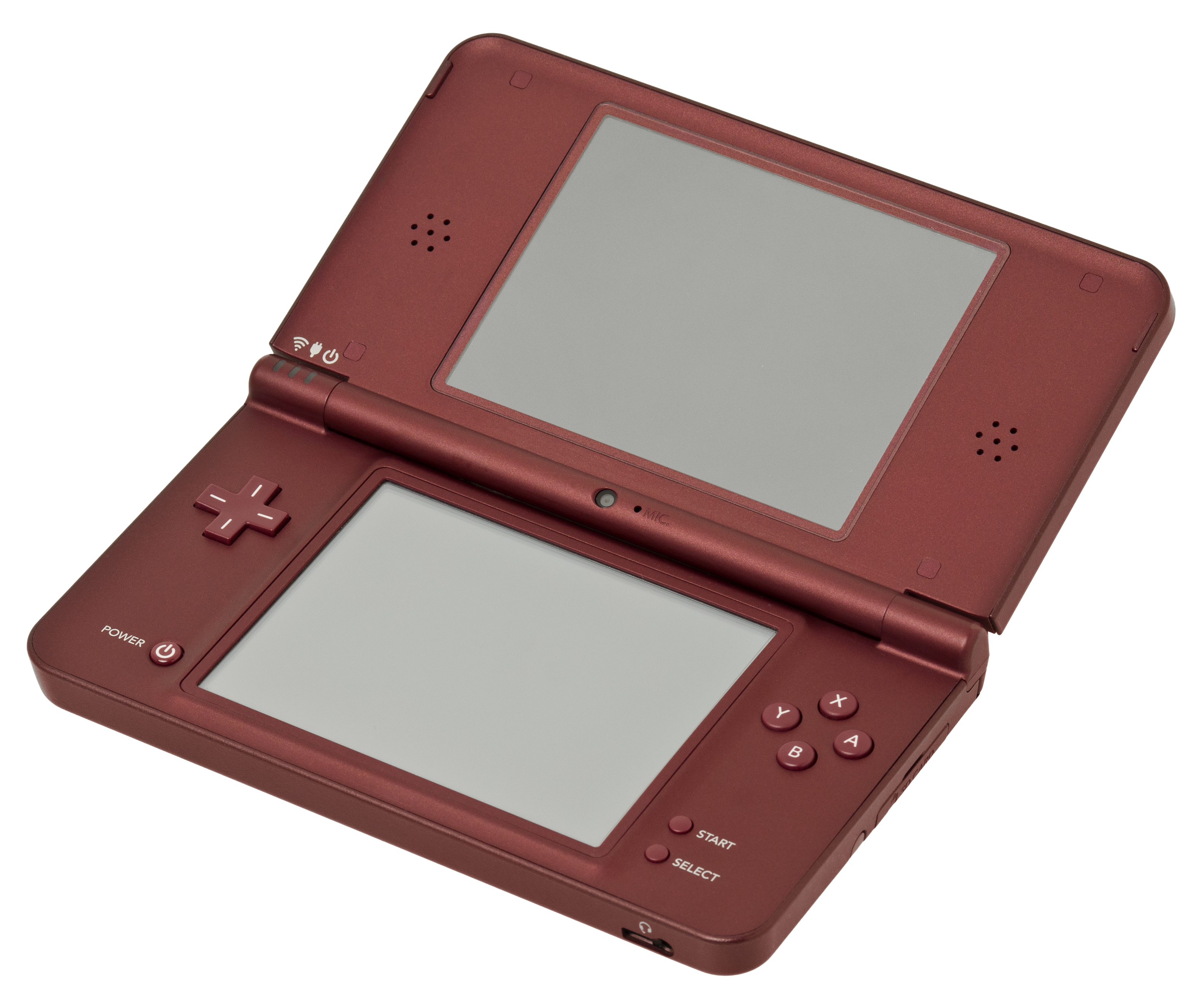
Nintendo DSi XL in Bordeauxrot

Der Nintendo DSi XL (Nintendo DSi LL in Japan) ist eine vergrößerte Variante des Nintendo DSi. Erschienen ist sie am 21. November 2009 in Japan und am 5. März 2010 in Europa. Die Konsole ist in den Farben Bordeauxrot, Grün, Blau, Gelb sowie Dunkelbraun erhältlich. Außerdem hat der DSi XL einen neuen, größeren Touchpen. Die Außenmaße betragen im zugeklappten Zustand (B × H × T) 16,1 × 2,1 × 9,1 cm, beim DSi: 13,7 × 1,9 × 7,5 cm. Das Gewicht steigt um 96 Gramm auf insgesamt 314 Gramm. Mit dieser Vergrößerung nehmen auch die Maße der beiden Bildschirme deutlich zu. Die Bilddiagonale erhöht sich um 2,4 cm auf 10,7 cm. Die Bildschirmauflösung ist mit dem Nintendo DSi identisch, wirkt aber unschärfer, da die Pixeldichte aufgrund der größeren Bildschirme niedriger wurde (98 ppi vs 76 ppi). Bei dem DSi XL wurden zudem IPS-Bildschirme verbaut, welche gegenüber den TN-Displays des DSi einen größeren Blickwinkelbereich und eine verbesserte Farbwiedergabe ermöglichen.
Die internen Hardware-Spezifikationen sind identisch mit dem DSi.

### Nintendo DSi XL Special Edition Pack
Die rote DSi-Edition ist eine limitierte Ausgabe anlässlich des Jubiläums „25 Jahre Super Mario“, welche am 22. Oktober 2010 erschienen ist. Das rote Gehäuse wurde mit dem Super-Pilz, der Feuerblume und einem Superstern versehen. Das Spiel New Super Mario Bros. ist enthalten. Außerdem sind bei der Version für den deutschen Markt die DSiWare-Titel Dr. Kawashimas Gehirn-Jogging Wortspiele und Wörterbuch 6 in 1 bereits auf dem Gerät installiert.

### Nintendo DSi LL LovePlus+
Nur auf dem japanischen Markt erschien in 2010 eine weitere Special Edition der Nintendo DSi LL mit der LovePlus+ Dating Sim.

## Technische Daten
- Prozessor: ARM7/ARM9-Kern getaktet mit 133 MHz
- Arbeitsspeicher: 16 MB RAM
- Speicherplatz: 256 MB Samsung-kmapf0000m-S998 moviNAND Flash-Speicher; erweiterbar auf bis zu 32 GB über SD-Karten-Slot an der Seite mit SDHC-Unterstützung.
- Bildschirm: zwei 8,3 cm-Bildschirme (XL: 10,7 cm IPS-Bildschirme), 256 × 192 Bildpunkte (262.144 Farben). Der untere Bildschirm ist ein resistiver Touchscreen.
- Sound-Chip: PAIC3000D
- Aktuelle Firmware: 1.4.5E (1.4.6 in Japan)
- Kameras: Je 0,3 Megapixel (307.200 Bildpunkte; 640 × 480 Bildpunkte (VGA-Auflösung)) Front- und Hauptkamera an der Rückseite